# Waldo (film)
A Waldo (eredeti cím: Last Looks) 2022-es amerikai-brit misztikus-akciófilm, amelyet Howard Michael Gould forgatókönyvéből Tim Kirkby rendezett az azonos című regény alapján. A főbb szerepekben Charlie Hunnam, Mel Gibson, Morena Baccarin, Lucy Fry, Rupert Friend, Dominic Monaghan, Jacob Scipio és Clancy Brown látható.
A film 2022. február 4-én jelent meg.

## Cselekmény
Charlie Waldo, a kegyvesztett volt Los Angeles-i rendőr, aki az egyszerű életet választotta, magánnyomozónak szerződik, hogy megoldja egy különc híresség feleségének gyilkosságát.

## Szereplők
| Szerep              | Színész          | Magyar hang    |
| ------------------- | ---------------- | -------------- |
| Charlie Waldo       | Charlie Hunnam   | Szabó Máté     |
| Alastair Pinch      | Mel Gibson       | Sörös Sándor   |
| Lorena Nascimento   | Morena Baccarin  |                |
| Jayne White         | Lucy Fry         |                |
| Wilson Sikorsky     | Rupert Friend    |                |
| Warren Gomes        | Dominic Monaghan |                |
| Don Q               | Jacob Scipio     |                |
| Big Jim Cuppy       | Clancy Brown     | Rosta Sándor   |
| Swag Dogggg         | Method Man       |                |
| Pete Conady hadnagy | Paul Ben-Victor  | Barbinek Péter |

## A film készítése
2018 októberében Charlie Hunnam, Mel Gibson és Eiza González csatlakozott az akkor még Waldo címet viselő film szereplőgárdájához, amelyet Tim Kirkby rendezett Howard Michael Gould forgatókönyvéből. 2019 júniusában Jacob Scipio, Dominic Monaghan, Clancy Brown, Morena Baccarin és Paul Ben-Victor csatlakozott a stábhoz. 2019 júliusában Lucy Fry csatlakozott a filmhez. 2019 augusztusában Rupert Friend és Method Man is csatlakozott a szereplők köreihez. A film címét 2020 júniusában Waldóról Last Looksra változtatták. 2021 decemberében az RLJE Films megvásárolta a film észak-amerikai jogait, és 2022 februárjára tűzte ki a bemutatót.
A forgatás 2019. június 18-án kezdődött Atlantában.

## Fordítás
- Ez a szócikk részben vagy egészben  a   Last Looks című angol Wikipédia-szócikk fordításán alapul.  Az eredeti cikk szerkesztőit annak laptörténete sorolja fel. Ez a jelzés csupán a megfogalmazás eredetét és a szerzői jogokat jelzi, nem szolgál a cikkben szereplő információk forrásmegjelöléseként.